# Thiersheim
Thiersheim är en köping (Markt) i Landkreis Wunsiedel im Fichtelgebirge i Regierungsbezirk Oberfranken i förbundslandet Bayern i Tyskland.
Köpingen ingår i kommunalförbundet Thiersheim tillsammans med köpingen Thierstein och kommunen Höchstädt im Fichtelgebirge.